# Frontal de altar
Um frontal de altar é o ornamento da frente de um altar de caixa
O revestimento, quando em tecido, é constituído por três partes: a sanefa ― tira de fazenda, geralmente larga, que se atravessa na parte superior―,, os sebastos ― tiras verticais laterais― e o pano ― parte central.
Quando em azulejo imita, através deste material, as diferentes partes do revestimento tradicional em tecido.
Os frontais de altar feitos de azulejo surgiram na sequência de uma determinação do Cabido de Sevilha, em 1509, desaconselhando o uso de tecidos luxuosos na paramentaria das igrejas.